# Kuhakari
Kuhakari är en ö i Finland. Den ligger i Skärgårdshavet och i kommunen Salo i den ekonomiska regionen  Salo i landskapet Egentliga Finland, i den sydvästra delen av landet. Ön ligger omkring 44 kilometer öster om Åbo och omkring 110 kilometer väster om Helsingfors.
Öns area är 0,5 hektar och dess största längd är 110 meter i öst-västlig riktning. I omgivningarna runt Kuhakari växer i huvudsak barrskog. Kuhakari ligger i Halikkoviken öster om Vartsalansaari. Det finns en sommarstuga på ön.